# Raymond Segré

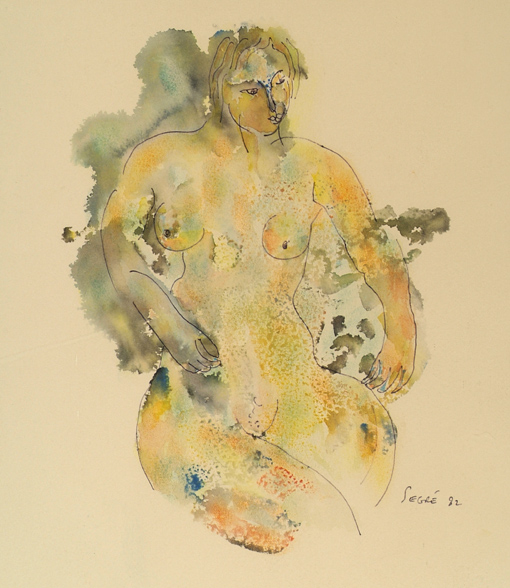
Femme nue, Aquarelle, 1982

Raymond Segré est un comédien et artiste peintre né au Caire le 7 mars 1934 et mort à Versailles le 14 juin 2021.

## Biographie
Raymond Segré est né au Caire, en Egypte, le 7 mars 1934, dans une famille juive. Son père, Jacques Segré, était né en Palestine ottomane, sa mère, Rachel Rinkevitch, était née à Tiraspol en 1901, à la frontière entre la Moldavie et l’Ukraine.
Dernier-né d’une famille de cinq enfants, Raymond Segré est orphelin de père à deux ans et demi. En 1949, les trois aînés, militants communistes, sont emprisonnés, puis expulsés d’Egypte vers l’Italie. En 1956, le reste de la famille quitte précipitamment l’Egypte, comme une grande partie des Juifs du pays. Sa mère et lui gagnent Paris où les aînés se sont installés. Déclaré « apatride » par les autorités françaises, il vit alors d’expédients. Il se marie en 1966 avec Monique Brun, devenue Monique Segré, sociologue, dont il aura deux fils. Il acquiert la nationalité française en 1971.
Ses œuvres (dessins, lavis, gravures, aquarelles, huiles sur toile) sont exposées à Paris, notamment à la galerie Simone Florentin (4e), à la galerie Anne Colin (6e) et à la galerie Saint Placide (6e). La poétesse française Juliette Darle rend compte de l’exposition à Saint Placide pour le journal L’Humanité. Sous le titre, « Révélation du peintre Raymond Segré », elle évoque « une sensibilité exceptionnelle » et « une œuvre toute de probité », celle d’un artiste qui s’est « mesuré de façon directe avec la réalité de son émotion ».
A partir de la fin des années 1970, Segré poursuit son œuvre de peintre dans le secret de son atelier, en marge du marché de l’art.
Parallèlement, il mène une activité de comédien et de metteur en scène : il travaille notamment sur les écrits de Stanislaw Ignacy Witkiewicz (La métaphysique d’un veau à deux têtes, en 1976) et de Samuel Beckett (Fin de partie, en 1981); il adapte et joue Quelqu’un de Robert Pinget en 1987; il écrit aussi ses propres textes, dont « Temps beau fixe », monologue qu’il interprète lui-même en 1996 au festival d’Avignon Off,.
Dans les années 2000, il met en ligne certaines de ses œuvres picturales sur le site internet « Artabus». 
Il meurt le 14 juin 2021 à Versailles, à l’âge de 87 ans. 

## L’œuvre picturale
Dans les années 1960, l’œuvre de Raymond Segré est principalement composée de dessins et d’aquarelles d’inspiration réaliste : des personnages du quotidien sont saisis sur le vif, le trait vise à l’essentiel. L’humilité des gens qu’il représente, leur poésie, est à l’image de sa condition d’apatride : par-delà le motif social, il vise l’universalité de la condition humaine. Et déjà le chromatisme indique les recherches ultérieures. 
Dans le cours des années 1970, deux thèmes majeurs apparaissent : la série des masques humains, que Segré déploie sous des titres divers au fil des ans (« variations morphologiques », « effigies », « figures imaginaires », « figures émergentes », « compressions humaines ») et la série des nus féminins. Il semble dorénavant concentrer sa recherche autour de ces deux axes : le visage et la femme. Une autre série importante est celle de « l’album de famille ». Finalement, Segré est exclusivement un peintre de la forme humaine, à l’exception notable d’une série d’oiseaux. 
Raymond Segré a mené ses recherches en solitaire, indifférent aux courants artistiques alors dominants (abstraction, art conceptuel, minimalisme).